# Legio V Alaudae
Legio quinta Alaudae (doslovno Peta legija), ponekad poznata i kao Gallica (Galska) je bila rimska legija iz vremena kasne Republike i ranog Carstva. Formirao ju je godine 52. pr. Kr. Julije Cezar u novoosvojenoj Galiji, koristeći kao regrute lokalno galsko stanovništvo. Iako legionari nisu bili rimski građani, te iako ju je Cezar financirao vlastitim, a ne državnim sredstvima, Senat ju je kasnije priznao kao redovni dio rimskih oružanih snaga. Vojnici su umjesto rimskih nosili tradicionalne galske kacige, zbog kojih su i dobili nadimak.
Legija se za Cezara borila u građanskom ratu te istakla hrabrošću, a najviše u bitci kod Tapsa 46. pr. Kr., kada je odbila juriš neprijateljskih bojnih slonova. Nakon te bitke je upotrebljavala slonove kao dio svojih simbola. Nakon Cezarove smrti ju je preuzeo Marko Antonije, te se, prema pretpostavkama nekih povjesničara, borila za njega u bitki kod Akcija. Nakon Antonijevog poraza preuzeo ju je Oktavijan.
Od godine 19. do godine 69. legija je služila na granici s Germanijom, a u godini četiriju careva sudjelovala u prvoj bitci kod Bedrijakuma. Pretrpila je teške gubitke u Batavskoj pobuni. Godine 86. uništili su je Dačani u prvoj bitci kod Tape.

## Vanjske poveznice
- Lendering article on Legio V Alaudae  Arhivirana inačica izvorne stranice od 26. travnja 2015. (Wayback Machine)
- Legio V Living History Group  Arhivirana inačica izvorne stranice od 7. svibnja 2008. (Wayback Machine)